# Strahinja Gavrilović
Strahinja Gavrilović (in serbo Страхиња Гавриловић?; Kragujevac, 5 aprile 1993) è un cestista serbo.

## Palmarès
- Coppa di Serbia: 1

Partizan Belgrado: 2018